# Репетитор (фільм, 1987)
«Репетитор» (рос. «Репетитор») — білоруський радянський художній фільм 1987 року режисера Леоніда Нечаєва за однойменною п'єсою Георгія Полонського.

## Сюжет
Невелике приморське містечку. Юна Катя Батистова працює матросом на рятувальній станції. Тут і відбувається її знайомство з 26-річним філософом з Москви Євгеном, який відпочиває в Будинку творчості разом з бабусею, знаменитою в минулому актрисою. Катина подруга, Інка, розробляє зухвалий план: треба попросити філософа підготувати Катю до вступу в театральний вуз, в якому викладає його бабуся...

## У ролях
- Світлана Селезньова
- Валерій Сторожик
- Людмила Целіковська
- Тетяна Рудіна
- Вероніка Ізотова
- Віктор Іллічов
- Валентина Кособуцька

## Творча група
- Сценарій: Георгій Полонський
- Режисер: Леонід Нечаєв
- Оператор: Олександр Абадовський
- Композитор: Ігор Єфремов